# Michel Djotodia
Michel Am-Nondokro Djotodia (Prefettura di Vakaga, 1949) è un politico e militare centrafricano.
Fa parte dell'Unione delle Forze Democratiche per l'Unità (UFDR) ed è membro di Séléka, partito rivoluzionario centrafricano che dal 2012 ha preso il potere nella Repubblica Centrafricana. Dopo il rovesciamento dell'ex presidente François Bozizé, è stato proclamato presidente della Repubblica Centrafricana.

## Biografia
Nasce in un villaggio nella Prefettura di Vakaga. Ha servito come console nella città sudanese di Nyala. Fu capo dell'Unione delle Forze Democratiche per l'Unità (UFDR). Durante la guerra che ha dilaniato il suo paese, Djotodia vive in esilio a Cotonou, in Benin. Il 20 novembre 2006 è arrestato dai militari del Benin, insieme al suo portavoce Abakar Sabon per conto del governo Bozizé. Nel febbraio 2008 vengono entrambi rilasciati, dopo aver accettato di partecipare a un accordo di pace con il governo centrale.
Nel dicembre 2012 Djotodia diviene una figura chiave nella coalizione ribelle Séléka, secondo cui il regime Bozizé non sta rispettando gli accordi. In occasione degli accordi di pace di Libreville, nel gennaio 2013, il presidente François Bozizé decide di nominare come primo ministro un rappresentante dell'opposizione di inserire nel governo alcuni membri della coalizione Séléka. Il 3 febbraio 2013, in seguito ai negoziati viene formato un governo di unità nazionale guidato dal primo ministro Nicolas Tiangaye e composto da alleati di Bozizé, dall'opposizione e dai ribelli.
Dopo la formazione del governo, continuano le trattative per un accordo di pace,  ma nel marzo 2013 questi si concludono con un nulla di fatto: Séléka riprende il controllo delle grandi città e accusa nuovamente Bozizé di non aver mantenuto le sue promesse. I ribelli tengono in custodia a Bangui, dove hanno occupato il palazzo presidenziale, Djotodia e cinque ministri, ma il presidente Bozizé non è presente, così come non lo sono i suoi alleati. Bozizé riesce a fuggire in Camerun, mentre alcuni alleati attraversano il fiume per rifugiarsi nella Repubblica Democratica del Congo.
Il 25 marzo 2013, in seguito alla conquista della capitale Bangui, Djotodia si proclama presidente della Repubblica Centrafricana, rovesciando così il regime del generale François Bozizé. Successivamente, in un discorso tenuto nella stessa Bangui, Djotodia annuncia di confermare nella carica di primo ministro Nicolas Tiangaye, al fine di rispettare gli accordi di Libreville e tenere elezioni entro tre anni al massimo. Il 13 aprile 2013, il Consiglio Nazionale di Transizione conferma la sua posizione. Giura come capo di un governo di transizione di stato tra il 16 il 18 agosto 2013, per un periodo transitorio di 18 mesi. In questa occasione, afferma che non parteciperà alle prossime elezioni presidenziali.
Il 10 gennaio 2014, viene spinto a dimettersi dalla presidenza a seguito di un periodo di violenze settarie nel Paese. Il giorno seguente va in esilio in Benin.